# Терентила
Вижте пояснителната страница за други личности с името Теренция.
Теренция или Терентила (на латински: Terentia; Terentilla) е съпруга на Гай Цилний Меценат.

## Биография
Произлиза от фамилията Теренции. Дъщеря е на Авъл Теренций Варон (претор 184 пр.н.е.). Сестра е на осиновения от баща ѝ Авъл Теренций Варон Мурена (консул 23 пр.н.е.), който вероятно е син на Луций Лициний Мурена (консул 62 пр.н.е.).
Омъжва се за Гай Цилний Меценат, поет, доверен приятел, политически съветник на Октавиан Август и покровител на изкуствата. Двамата имат къща на хълма Есквилин. Август се бил заглеждал в нея. Съпругът ѝ му завещава prez 8 пр.н.е. голямото си богатство.
Брат ѝ Авъл Теренций Варон Мурена прави заговор срещу Октавиан с Фаний Цепион и е екзекутиран през 22 пр.н.е.